# Kelling
Kelling is een civil parish in het bestuurlijke gebied North Norfolk, in het Engelse graafschap Norfolk met 177 inwoners.

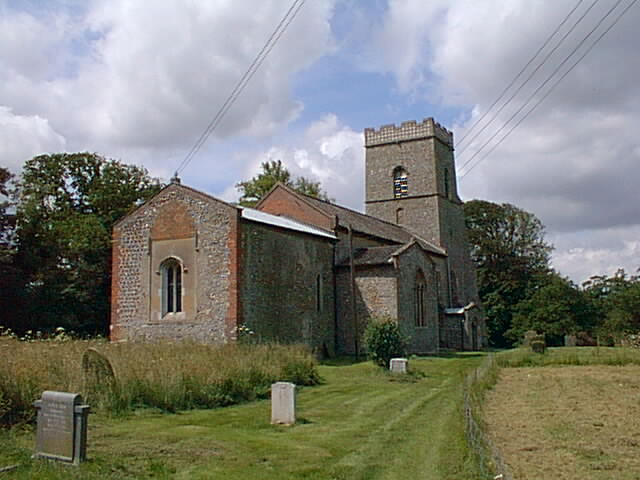
Kerk van St Mary